# 拉沙佩勒圣莫里斯
拉沙佩勒圣莫里斯（法語：La Chapelle-Saint-Maurice，法語發音：[la ʃapɛl sɛ̃ moʁis]）是法国上萨瓦省的一个市镇，位于该省南部偏西，和萨瓦省接壤，属于阿讷西区。

## 地理
拉沙佩勒圣莫里斯（45°46'43"N, 6°9'1"E）面积6.48 平方千米，位于法国奥弗涅-罗讷-阿尔卑斯大区上萨瓦省，该省份为法国东部省份，历史上为薩伏依的一部分，北与瑞士接壤，西接安省，南至萨瓦省，东与瑞士和意大利接壤。
与拉沙佩勒圣莫里斯接壤的市镇（或旧市镇、城区）包括：昂特勒韦尔讷、莱绍、圣厄斯塔什。
拉沙佩勒圣莫里斯的时区为UTC+01:00、UTC+02:00（夏令时）。

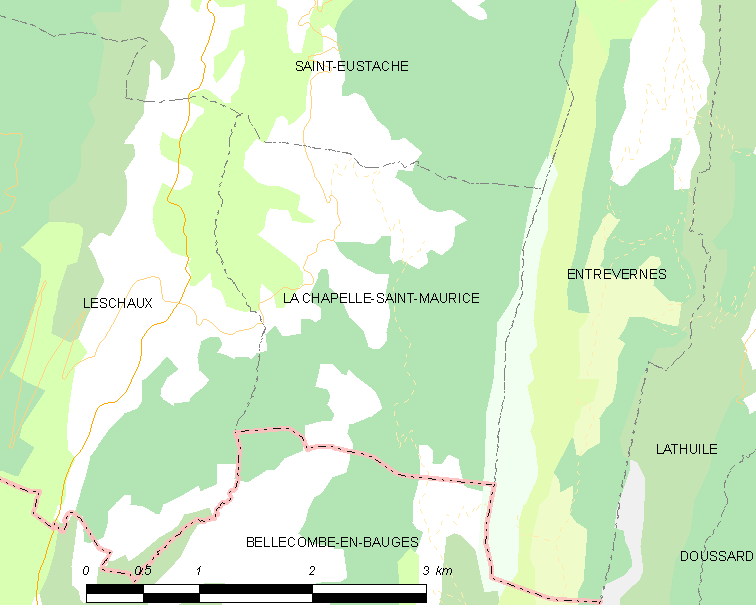
拉沙佩勒圣莫里斯的OSM定位图

## 行政
拉沙佩勒圣莫里斯的邮政编码为74410，INSEE市镇编码为74060。

## 政治
拉沙佩勒圣莫里斯所属的省级选区为阿讷西第四县。

## 交通
上萨瓦省省道D10线经过境内。

## 人口

1962-2008年间拉沙佩勒圣莫里斯人口变化图示

拉沙佩勒圣莫里斯于2022年1月1日时的人口数量为118人。